# Guatteria decandra
Guatteria decandra là loài thực vật có hoa thuộc họ Na. Loài này được Ruiz & Pav. ex G.Don mô tả khoa học đầu tiên năm 1831.